# Familia Camsaracano
La familia Camsaracano, también, familia Kamsarakan (en armenio: Կամսարական, transliterado Kamsarakan y latín: Camsaracanus) era una familia noble armenia descendiente de la casa de Carano, también conocida como Karen-Pahlav. Los Caranos eran una de las Siete grandes casas de Irán y eran de origen parto, además de reivindicar descender de la Dinastía arsácida da Armenia.
En la era bizantina-sasánida, los camsaracanos eran conocidos principalmente por seguir una política pro-bizantina. A finales del siglo VIII, se precipitó su caída como resultado de participar en un levantamiento contra el dominio árabe.
Después del siglo VIII, una rama de los camsaracanos, la Pahlavuni, saltó a la fama. Según el historiador Cyril Toumanoff, los pahlavunis a su vez tenían dos ramas: los Mkhargrdzeli, asociados con el Reino de Georgia y los hetúmidas, asociados con el Reino Armenio de Cilicia.

## Historia
Una rama de la casa de Carano, Camsacarano, deriva del príncipe Camsar, que murió en 325. Los camsaracanos tenían su base en 'dos estados principescos', ubicados en la región histórica de Airarat-Arsarunia. De ahí deriva otro nombre por el que son conocidos: Arxaruni. La ciudad de Eruandaxata, en el actual este de Turquía, era su capital. Las fortalezas de Bagauna, Artogerassa, Siracena y Ani (que más tarde se convirtió en una ciudad) también se asociaron con los camsacaranos.
Desde su establecimiento, los camsaracanos gozaron de gran prestigio por ser los primos de los partos caranos. Tras la desaparición de la última rama de los arsácidas (la rama armenia) en 428, adquirieron una gran importancia y poder político debido a su posición como importantes señores fronterizos o, como Toumanoff pone de manifiesto, 'a su posición cuasi margravial en la frontera norte del reino'. Los camsaracanos tenían un alto rango en el orden de precedencia de los príncipes armenios. Supuestamente ocuparon el segundo lugar 'de las cuatro clases generales'. Como tales, tenían la obligación feudal de suministrar 600 caballos a su soberano, el rey de Armenia.
Según Cyril Toumanoff, debido a la ubicación geográfica de sus principados, los camsaracanos no se implicaron 'de ninguna manera especial en las relaciones armenio-iraníes'. Sin embargo, según Parvaneh Pourshariati / Encyclopædia Iranica, 'estuvieron directamente involucrados en la historia de los bizantinos y los sasánidas'. Cuando el Imperio romano anexó en 390 la parte occidental de la histórica Armenia, Gazavon II Camsaraca y otros miembros de la familia se mudaron a la Armenia sasánida, en ese momento gobernada por un vasallo armenio. Antes de esto, Gazavon II había sido el líder de los príncipes armenios pro-romanos. Más tarde, otro miembro de la familia Camsacarano, Arshavir II, participó en la revuelta anti-sasánida dirigida por Bardanes II Mamiconio. Arshavir II también participó en la insurrección de 482-484, junto con su hijo y sucesor Narsés.
Los camsaracanos eran conocidos por seguir una política ampliamente pro-bizantina y participaron activamente en la vida política del imperio. Tres hermanos de la familia Camsaracano sirvieron como generales para Justiniano I (r. 527–565), Narsés, Isaac el Armenio (Sahak, también exarca de Rávena) y otro Isaac (Sahak), que fue ejecutado por el rey de los ostrogodos, Totila, en 546. Otro posterior Camsaracano, Narsés II Camsaracano, sirvió como príncipe presidente de Armenia para el emperador bizantino a finales del siglo VII, y también ocupó el alto cargo bizantino de curopalate. Otra persona, presumiblemente un camsaraco, fue el patricio Arsaber (Arshavir), conocido por rebelarse contra el emperador bizantino en 808.
Los camsaracanos participaron en la revuelta contra el dominio árabe en Armenia en 771-772. Cuando la insurrección fracasó, los  camsaracanos se encontraron entre las 'víctimas del desastre', y no tuvieron más remedio que vender su 'doble principado' a los bagrátidas.

## Mecenas de la arquitectura
Los camsaracanos y su rama Pahlavuni, y también los Mkhargrdzelis, eran reconocidos por ser grandes mecenas de la arquitectura armenia. [1] Ejemplos notables de estructuras construidas por la familia incluyen castillos y palacios, así como 'espléndidas iglesias', como la Iglesia de San Gregorio (comisionada por Abughamr I Pahlavuni).